# 1907 na arte

## Quadros
- Les demoiselles d'Avignon de Pablo Picasso.
- Os Bêbados de José Malhoa.

## Nascimentos
| Data           | Nome                          | Profissão                      | Nacionalidade  | Observações | Ref |
| -------------- | ----------------------------- | ------------------------------ | -------------- | ----------- | --- |
| 5 de março     | Cícero Dias                   | pintor                         | Brasil         | m. 2003     |     |
| 9 de março     | António Amadeu Conceição Cruz | pintor e escultor              | Portugal       | m. 1983     |     |
| 28 de abril    | Guerino Grosso                | pintor, desenhista e professor | Brasil         | m. 1988     |     |
| 22 de maio     | Hergé                         | autor BD                       | Bélgica        | m. 1983     |     |
| 24 de agosto   | Oswaldo Arthur Bratke         | arquiteto                      | Brasil         | m. 1997     |     |
| 10 de setembro | Mário Zanini                  | pintor                         | Brasil         | m. 1971     |     |
| 26 de setembro | Giuseppe Santomaso            | pintor                         | Itália         | m. 1990     |     |
| 28 de novembro | Charles Alston                | professor, pintor e escultor   | Estados Unidos | m. 1977     |     |
| 15 de dezembro | Oscar Niemeyer                | arquiteto                      | Brasil         | m. 2012     |     |
| ??             | Martinho de Haro              | pintor, desenhista e muralista | Brasil         | m. 1985     |     |
| ??             | Li Keran                      | pintor                         | China          | m. 1989     |     |

## Mortes
| Data          | Nome                 | Profissão                                                               | Nacionalidade                              | Observações | Ref |
| ------------- | -------------------- | ----------------------------------------------------------------------- | ------------------------------------------ | ----------- | --- |
| 26 de março   | Ettore Roesler Franz | pintor e fotógrafo                                                      | Reino da Itália                            | n. 1845     |     |
| 4 de outubro  | Alfredo Keil         | compositor de música, pintor, poeta, arqueólogo e coleccionador de arte | Reino Unido de Portugal, Brasil e Algarves | n. 1850     |     |
| 5 de dezembro | Charles Leickert     | pintor                                                                  | Bélgica                                    | n. 1816     |     |
| ??            | Théobald Chartran    | pintor                                                                  | França                                     | n. 1849     |     |

## Prémios
- Prémio Valmor e Municipal de Arquitectura 1907 - António Couto de Abreu[1].